# Vazal
Een vazal was in de middeleeuwen een getrouwe van een koning, hoge edele of hoge geestelijke. De trouw was veelal gebaseerd op een feodale overeenkomst tussen beide partijen met wederzijdse rechten en verplichtingen. Een vazal kon dienst doen aan het hof van een koning of keizer en er in diens naam op uit worden gestuurd om zaken te regelen. Tegenwoordig zou men dat een diplomaat noemen. Een persoon kon ook als vazal met een stuk grond beleend worden door een grootgrondbezitter en was dan een leenman.

## Achtergrond

### Van Romeins bestuur naar feodalisme
De opkomst en gevolgen van een systeem van heerser en vazal moet worden begrepen uit veranderingen die plaatsvonden in het bestuurlijke en maatschappelijke systeem nadat de macht van de Romeinen over grote delen van Europa, Klein-Azië en het Middellandse Zeegebied was gaan afbrokkelen. Verder bestond er een noodzaak om reeds bestaande (juridische) instituten aan te passen aan nieuwe behoeften. De alles overheersende behoefte van de latere Romeinse en vroegmiddeleeuwse samenleving was bescherming tegen aanvallen door anderen, dat konden vijandige stammen zijn, opstandige boeren, buren of kerkelijk functionarissen. De bescherming en veiligheid die het Romeins bestuur in de regel leverde, stond niet langer ter beschikking. De verandering in omstandigheden hebben in verschillende landstreken en in verschillende perioden van de geschiedenis een organisatiestructuur voortgebracht die feodalisme genoemd wordt. De verschillende feodale systemen vertonen een algemene gelijkenis qua organisatie, maar kennen een grote verscheidenheid in de details.
De klassieke Romeinse maatschappij kende rechtsfiguren die betrekking hadden op de verhoudingen tussen personen onderling en de staat, het patrimonium, anderen hadden betrekking op landbezit het precarium. De bestaande verhoudingen tussen overheidsbestuur als beschermheer van de (rijke, mannelijke) burger bleef onder het feodalisme in een vergelijkbare vorm voortbestaan. In het Romeinse Gallië, grofweg het grondgebied dat overeenkomt met het moderne Frankrijk, België, het westen van Zwitserland, en delen van Nederland en Duitsland ten westen van de Rijn waren de Romeinse gebruiken verankerd, zo blijkt uit Romeinse bronnen uit de tijd dat het feodalisme begon. Toen vanaf de zesde eeuw de Kelten de gebieden binnentrokken, werden de bestaande structuren door de Merovingische koningen overgenomen en voortgezet. De landloze vrije man die zichzelf niet kon onderhouden maakte zijn behoefte bekend aan een machtige heer en bood diensten aan die eigen waren aan een vrije man, in ruil voor onderdak en bescherming. Deze transactie, die aanbeveling werd genoemd, was aanleiding een schriftelijk contract op te stellen waarin de feiten werden beschreven en waarin een straf voor overtreding ervan werd bepaald. Er ontstond een relatie van bescherming en steun aan de ene kant, en van dienstverlening aan de andere kant.
De Romeinse rechtsfiguren die betrekking hadden op land, het precarium, was een vorm van pacht die niet zozeer bedoeld was om inkomen te genereren, maar als blijk van vriendschap, als beloning, of om een schuld veilig te stellen. Juridisch gezien was het karakteristieke kenmerk ervan dat de pachter geen enkel recht had tegenover de concessiegever. De eigenaar van de grond en zijn erfgenamen konden de pachtrelatie op elk moment beëindigen, zonder er een reden voor te hebben. Zelfs een duidelijke afspraak dat de pachtovereenkomst tot een bepaalde datum zou bestaan, bood de pachter en zijn erfgenamen bescherming. Het ging niet om een zakelijke overeenkomst maar om een gunst uit vriendelijkheid. Bij de grondverhoudingen van het feodalisme ging het evenmin in de eerste plaats om het inkomen van de schenker maar om het voortdurende recht van eigendom.
Het systeem werd vanaf de achtste eeuw door de Karolingische koningen eeuwenlang op het hele grondgebied van het huidige Europa en Klein-Azië ingezet. Een machthebber streefde na om met de belening een groep loyale edelen tot hun beschikking te hebben die enerzijds het grondgebied waarover ze de beschikking kregen in de zin van de koning bestuurden, anderzijds met hun legers de koning bijstonden in geval van oorlog.
Een vazal gaf zijn vrije status en bezit op aan een leenheer die hem in ruil bescherming en werk (eventueel een functie op zijn landgoed of op een deel van zijn grondgebied) aanbood. Tot de leenovereenkomst kon horen dat de vazal zich verplichtte tot het vervullen van herendienst, en tot afdracht van een deel van de oogst als hij boer was.

## Herkomst
Het woord vazal is vermoedelijk ontleend aan het Latijn vassalus, dat oorspronkelijk slaaf gemaakte betekende, en werd via het Oudfrans tot vassal, dat stamt uit het Gallisch vassos, dienaar. Verwant zijn Oudiers foss, dienaar, Welsh gwas, jongeman, dienaar en Bretons gwaz, man, echtgenoot.

## In figuurlijke zin
De term vazal wordt buiten de middeleeuwse context ook in ruimere zin gebruikt voor iemand die geheel onderworpen een heerser dient. In het tegenwoordige taalgebruik wordt vazal gebruikt om een persoon aan te duiden die in figuurlijke zin aan de leiband van een ander loopt. In deze ruimere betekenis is het gebruik vaak pejoratief. In deze zin wordt er ook over vazalstaten gesproken, hoewel deze ook op grond van een verdrag of middeleeuwse leenovereenkomst juridisch een vazal zijn of waren.